# Place Gutenberg
Pour les articles homonymes, voir Gutenberg.
La place Gutenberg (en alsacien Guteberriplatz ; en allemand Gutenbergplatz) est située dans la Grande Île de Strasbourg. Elle fut aménagée vers 1100.

## Principaux édifices
Au centre de la place se dresse la statue de l’imprimeur Johannes Gutenberg, tenant dans ses mains un parchemin sur lequel on peut lire : « Et la lumière fut ».
Gutenberg, né à Mayence, Saint-Empire romain germanique a, en effet, sinon inventé l'imprimerie à Strasbourg, du moins y a réalisé ses premiers travaux d'impression, notamment celui de la Bible.
Le principal édifice bordant la place est le Neue Bau, ancien hôtel de ville de Strasbourg et actuelle Chambre de commerce et d'industrie Alsace Eurométropole.
Un manège de type carrousel est installé sur la place. En sous-sol se trouve un parking public.
Au mois de décembre, un marché de Noël se tient sur la place qui accueille le pays hôte de l’opération Strasbourg, capitale de Noël.

Les éléments remarquables de la place Gutenberg
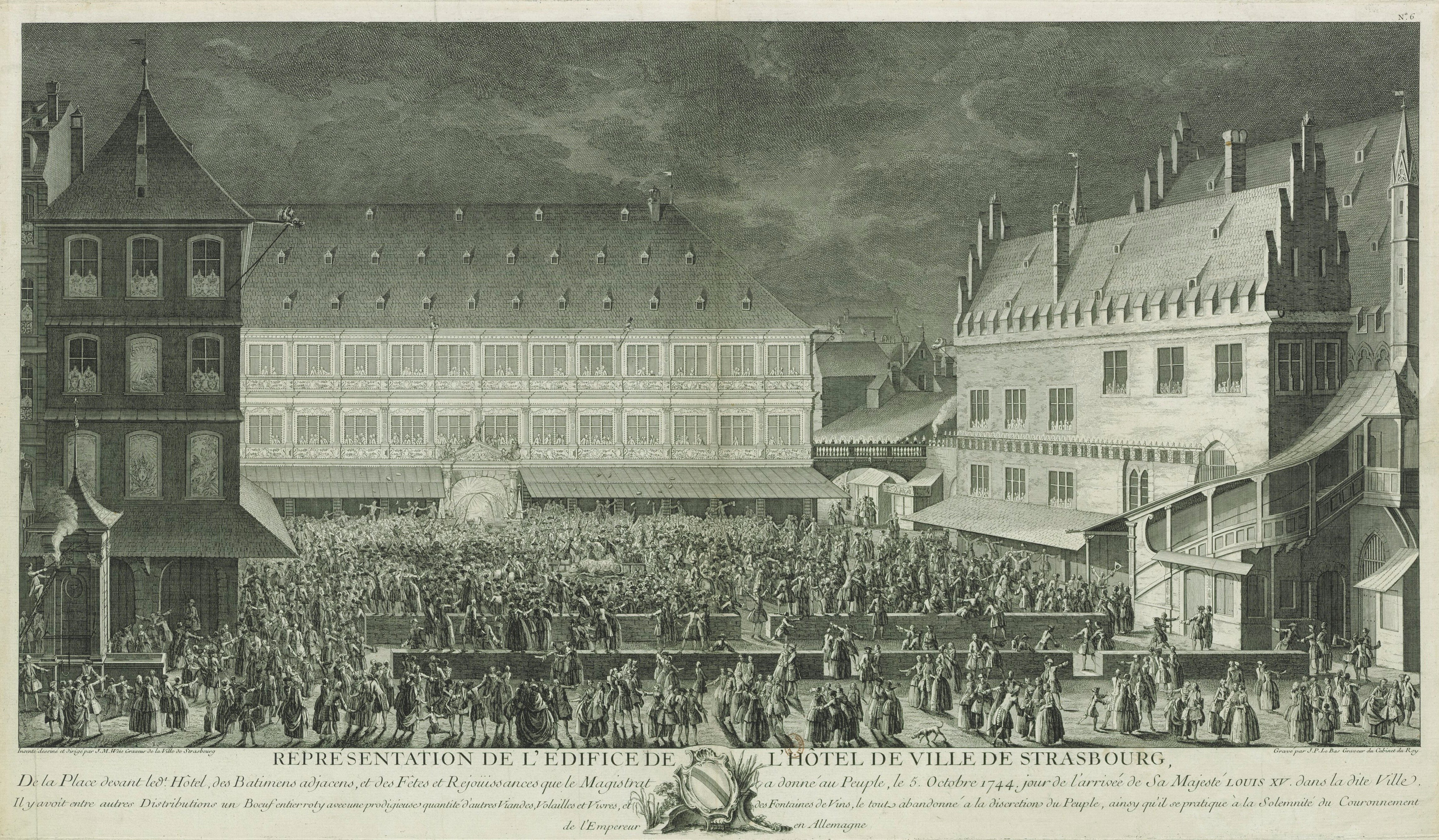
La place Gutenberg en 1774.
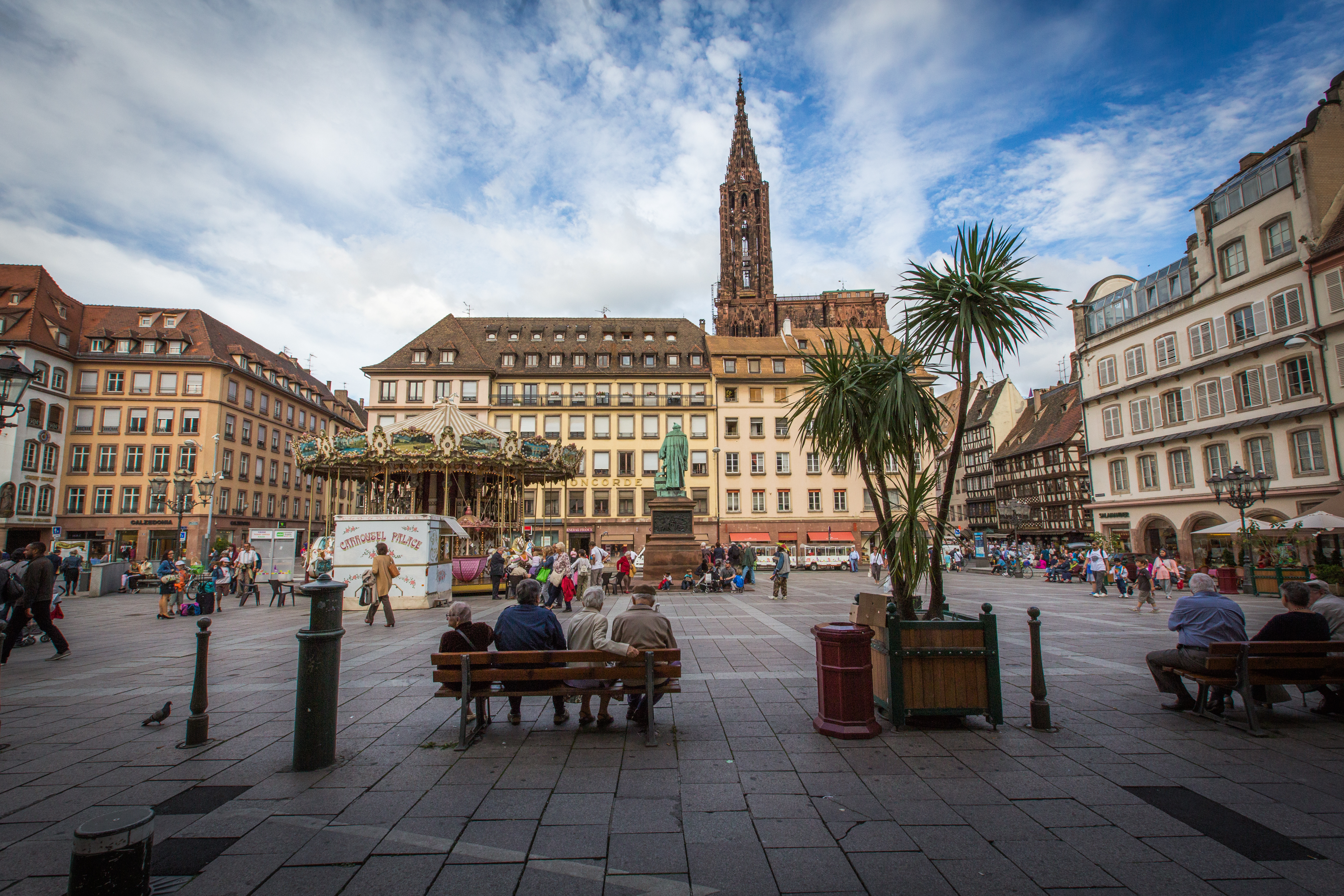
Vue générale de la place.
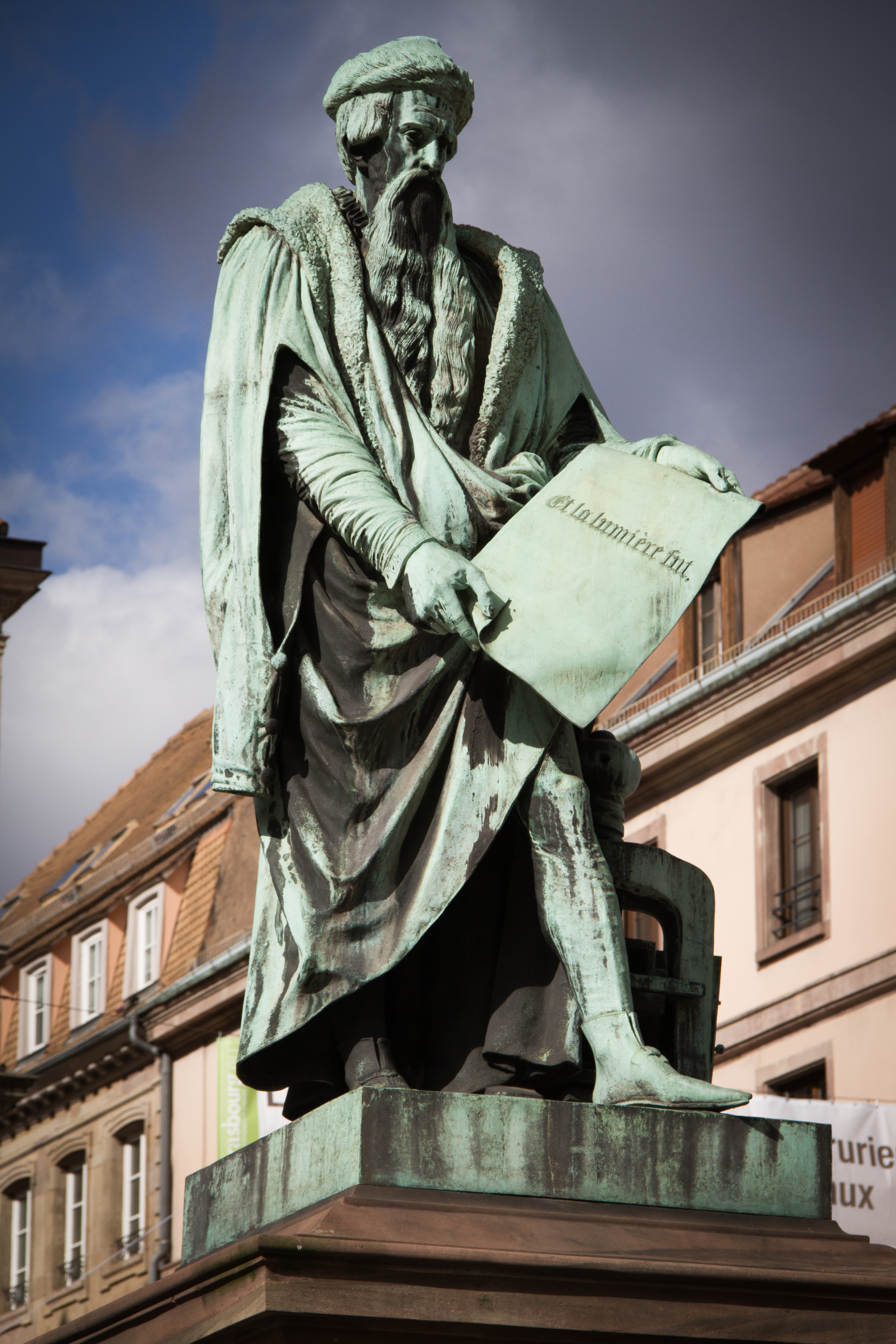
Statue par David d’Angers.
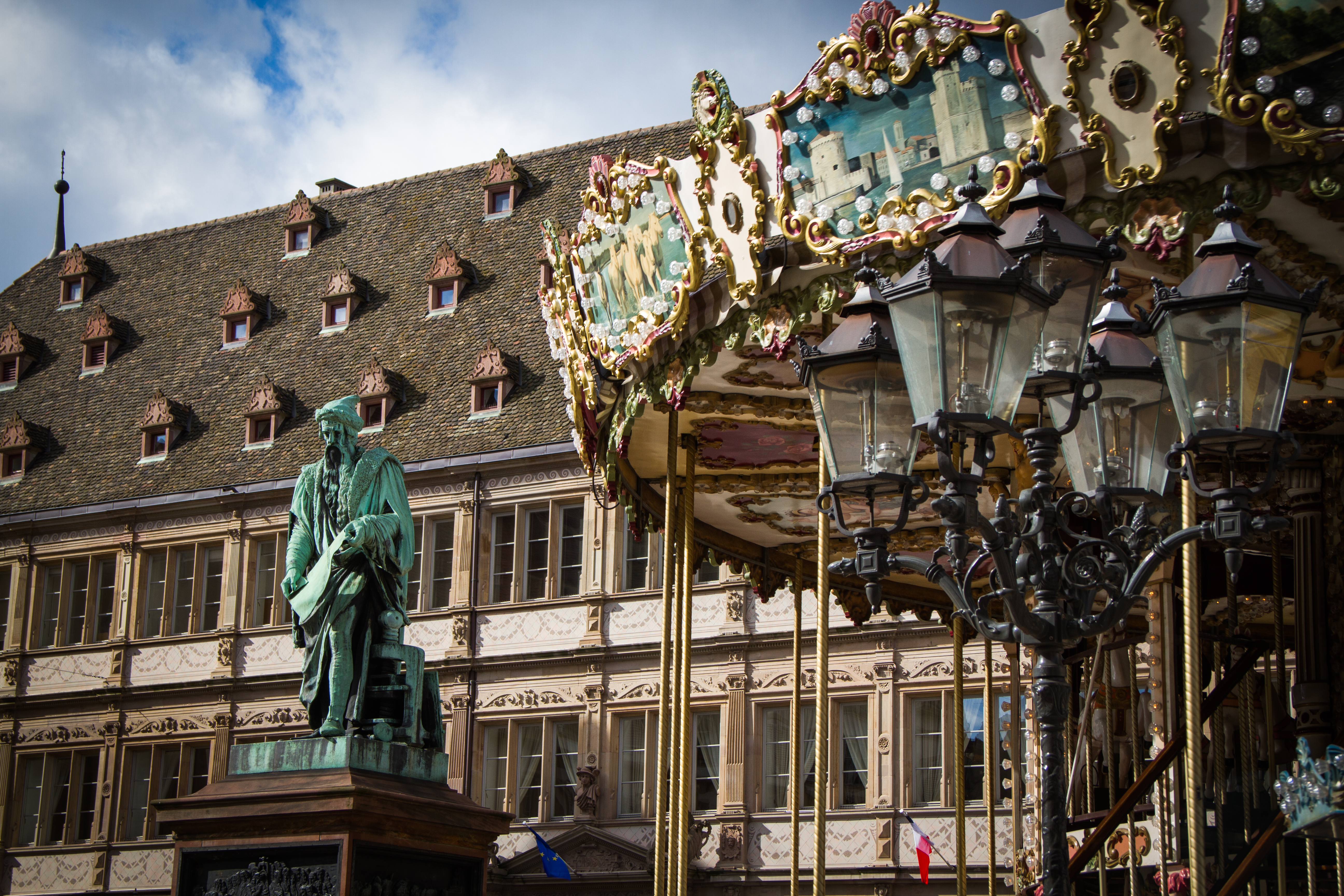
Neue Bau (ancien Hôtel de ville, actuel Hôtel de la Chambre de Commerce et d'Industrie de Strasbourg et du Bas-Rhin) et statue de Gutenberg par David d’Angers.
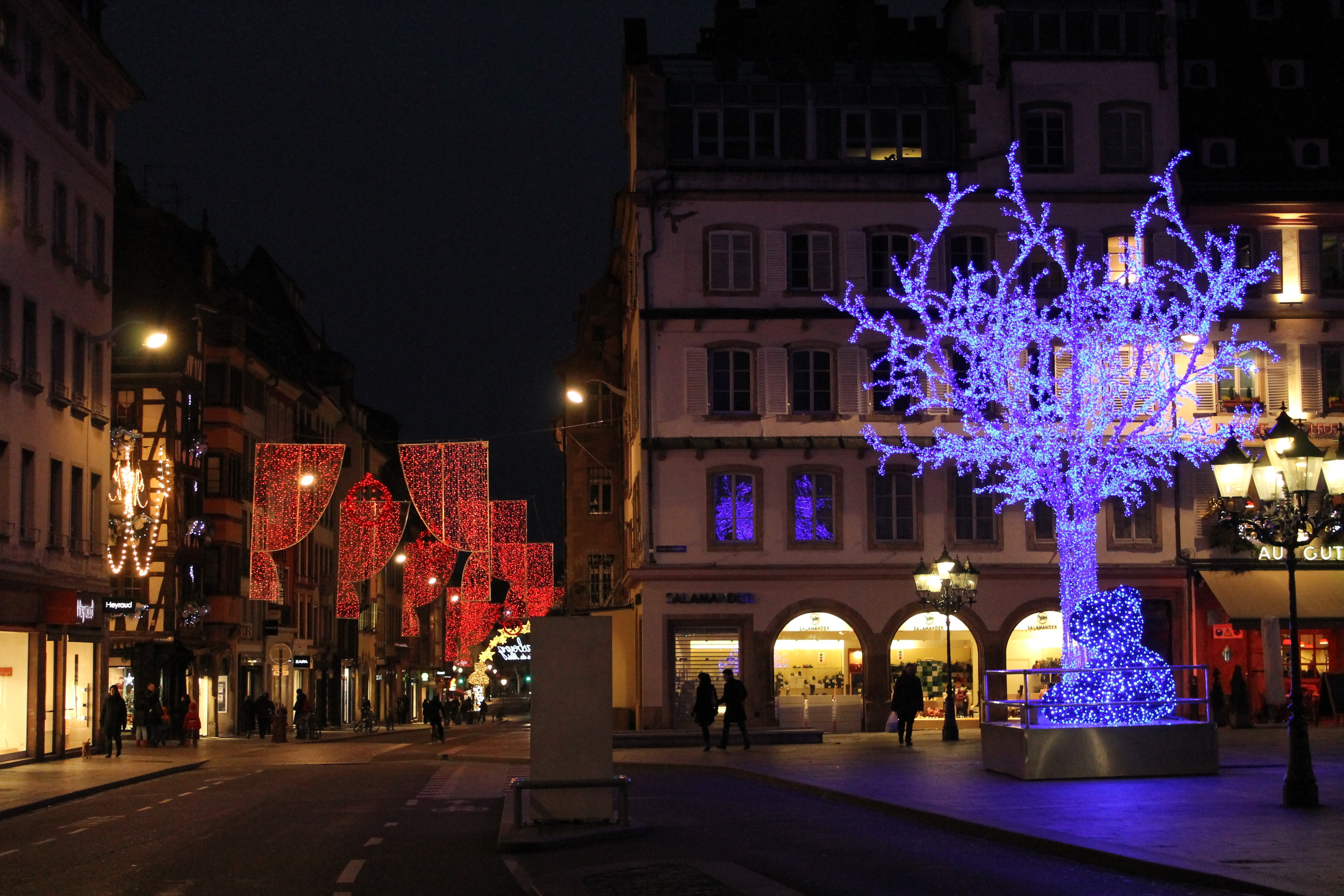
Arbre bleu de Noël.

## Histoire

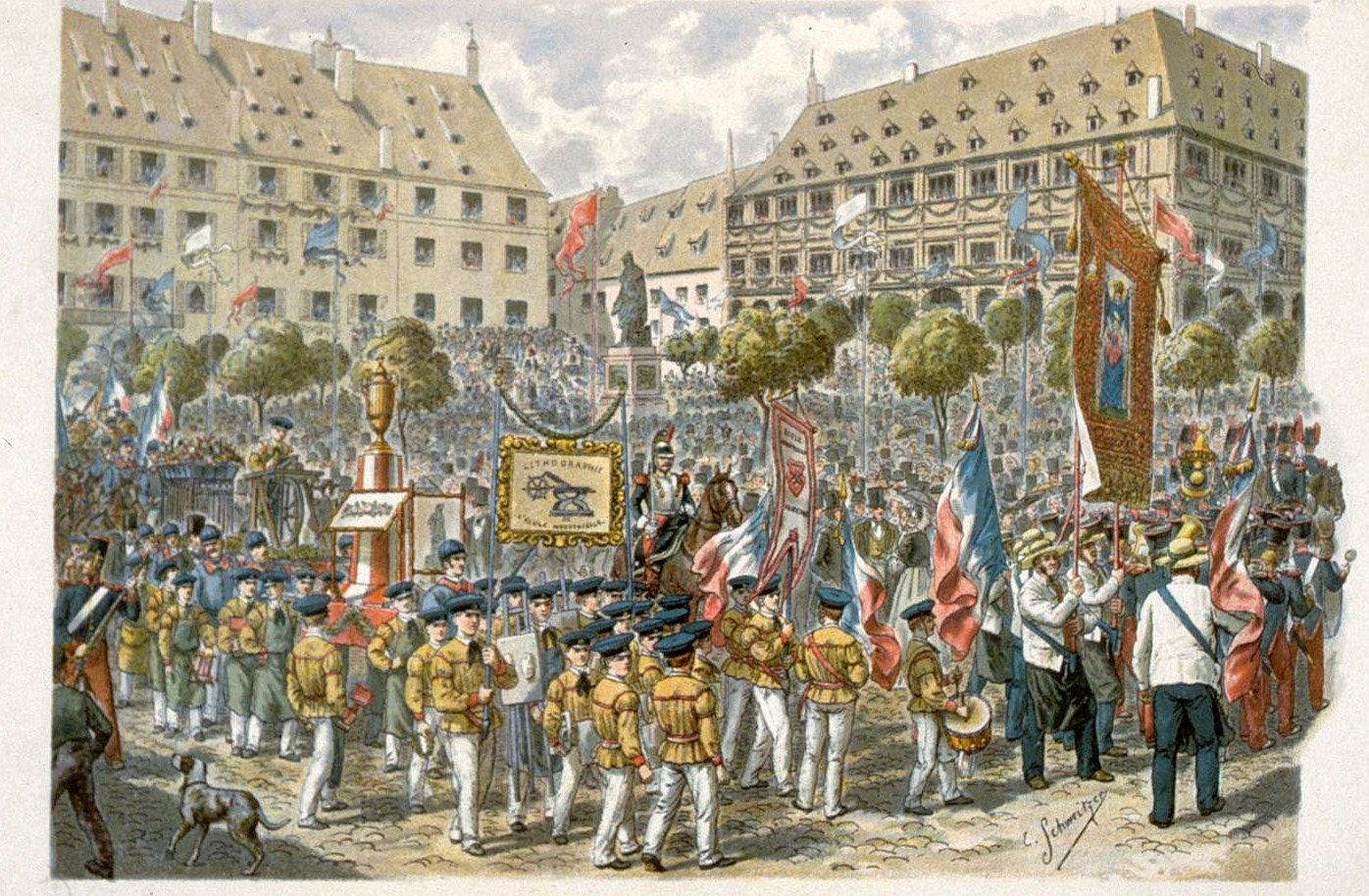
Fêtes de Gutenberg, cortège industriel, 25 juin 1840
(Émile Schweitzer, 1894).

Anciennement place du Marché aux Herbes, elle prend son nom actuel avant 1863.
« Schwowelade », Quincaillerie Centrale. Au numéros 1 et 2 de la place s'est installé en 1779 l'ancêtre d'un grand magasin de bricolage que les Strasbourgeois ont connu en tant que "Schwowelade", traduction alsacienne de "magasin souabe" (les "Schwowe" ou "Souabes", décrivant à peu près tous ceux habitant de l'autre côté du Rhin), du fait de l'origine de son propriétaire Paul Siebler-Ferry (1867-1948), natif de Lenzkirch, en Forêt-Noire voisine. Le magasin est racheté par l'Alsacien Salomon Lehmann avec son gendre Paul Rueff (1887-1950) en 1919 (retour de l'Alsace à la France), et dirigé depuis les années 1930 par Camille Pfrunner (1888-1959). Il ne cessa de s'agrandir, prenant pour nom "Quincaillerie Centrale de Strasbourg". Retournée au fils de l'ancien propriétaire, Arno Siebler-Ferry en 1940, elle fut détruite le 11 août 1944 lors du bombardement qui toucha l'immeuble, et de l'incendie qui suivit. Arno Siebler-Ferry fut tué à cette occasion. Un bâtiment provisoire accueillit la quincaillerie après guerre, jusqu'à la reconstruction de l'immeuble, achevé en 1957, date à laquelle la Quincaillerie Centrale ferma définitivement.